# Monte Tyree
El monte Tyree es la segunda montaña más alta de la Antártida, situada a 13 km al noroeste del macizo Vinson (4892 m s. n. m.), el pico más alto del continente. Se encuentra en un sector que solo ha sido reclamado por Chile como parte del Territorio Chileno Antártico.
El monte Tyree fue descubierto en enero de 1958 durante los vuelos de reconocimiento realizados por el escuadrón VX-6 de la Armada de los Estados Unidos, y más tarde ese mismo mes trazó mapas la partida transversal de la Tierra de Marie Byrd. La montaña fue bautizada por el Contraalmirante David M. Tyree, quien comandaba la Fuerza de Apoyo Naval de los EE. UU. en la Antártida, desde el 14 de abril de 1959 al 26 de noviembre de 1962.
La cara sur, aún no ascendida alcanza los 2000 m de altura y es la pared más alta de la Antártida. La temporada de ascenso va desde noviembre hasta enero.[cita requerida]